# Баймухамедов, Мухамеджан
Мухамеджан Баймухамедов (1811 – 19 апреля 1896) — российский генерал-майор, старший султан средней части Младшего жуза (1855—1869), сторонник вхождения казахской степи в состав России. Правнук Абулхаир-хана, сын генерал-майора Баймухамеда Айшуакова.

## Биография
Участвовал в подавлении восстания Исатая Тайманова, за что получил звание хорунжего (1839). 8 февраля 1841 года был назначен начальником 8-го округа западного отделения Младшего жуза. Участвовал в установлении российской власти в казахской степи, собирал налоги, освобождал русских пленных, охранял караваны русских купцов. За помощь в сооружении Ново-Петровской крепости на Мангышлаке 14 ноября 1846 года Баймухамедов получил звание старшины. В 1846—1847 годах в числе представителей Младшего жуза побывал на приёме у императора Николая I в Санкт-Петербурге. В 1853 году в составе экспедиционного корпуса оренбургского военного губернатора В. А. Перовского участвовал во взятии Ак-Мечети, за что получил звание подполковника. По рекомендации В. А. Перовского 15 ноября 1855 года был назначен старшим султаном в средней (центральной) части Младшего жуза. В 1855—1858 годах участвовал в подавлении восстания Есета Котибарова, во взятии Ташкента в 1865 году, а в 1873 году в Хивинском походе.
Баймухамедов оказывал активное содействие в сооружении почтовой линии Орск — Иргиз — Казалы — Перовск и открытии степных школ. 24 мая 1869 года был произведён в чин генерал-майора с увольнением от службы и назначением пожизненной пенсии по 1176 рублей в год. 7 июля 1871 года Мухамеджан Баймухамедов обратился к оренбургскому генерал-губернатору Н. А. Крыжановскому с просьбой о возведении его в потомственное дворянское достоинство, на что получил утвердительный ответ.
За заслуги перед отечеством был награждён орденом Святого Станислава 1-й степени, орденом Святой Анны 1-й и 3-й степени, бронзовыми медалями в честь Крымской войны. Участвовал на торжествах в честь вступления на трон императора Александра III и Николая II.